# Аппиа, Эндрюс
Эндрюс Аппиа (англ. Andrews Appiah; род. 27 мая 2008) — ганский футболист, полузащитник клуба «Бечем Юнайтед».

## Клубная карьера
Аппиа — воспитанником ганской академии PAC. В августе 2022 года перешёл в «Бечем Юнайтед» подписав контракт на пять лет. 25 сентября 2022 года дебютировал за основной состав клуба в матче ганской Премьер-лиги с «Бибиани Голд Старз», появившись на поле на 87-й минуте встречи.

## Клубная статистика
| Выступление      | Выступление      | Выступление      | Лига | Лига | Кубки | Кубки | Конт. кубки | Конт. кубки | Итого | Итого |
| Клуб             | Лига             | Сезон            | Игры | Голы | Игры  | Голы  | Игры        | Голы        | Игры  | Голы  |
| ---------------- | ---------------- | ---------------- | ---- | ---- | ----- | ----- | ----------- | ----------- | ----- | ----- |
| Бечем Юнайтед    | Премьер-лига     | 2022/23          | 1    | 0    | 0     | 0     | 0           | 0           | 1     | 0     |
| Бечем Юнайтед    | Итого            | Итого            | 1    | 0    | 0     | 0     | 0           | 0           | 1     | 0     |
| Всего за карьеру | Всего за карьеру | Всего за карьеру | 1    | 0    | 0     | 0     | 0           | 0           | 1     | 0     |